# 同和街道
同和街道（どうわがいどう）は、広州市白雲区の街道。現行行政地名は同和街道握山社区、同和街道白山社区などの社区18個がある。

## 地理
広州市白雲区の東部に位置している。

## 行政区画
18社区を管轄する。

## 施設

### 交通
・地下鉄の駅：